# 名古屋市交通局5050形電車
名古屋市交通局5050形電車（なごやしこうつうきょく5050がたでんしゃ）は、1992年（平成4年）に登場した名古屋市交通局（名古屋市営地下鉄）東山線用の通勤形電車である。

## 概要
一部が日立製作所で製造されている名城線の2000形とは異なり、こちらは、全ての車両が日本車輌製造で製造されている。東山線の冷房化推進と300形・250形の置き換えとして、1992年（平成4年）から2000年（平成12年）にかけて6両編成27本（162両）が導入された。基本設計は1989年（平成元年）に登場した名城線・名港線2000形と共通化してコストダウンを図っている。
保安装置は運用開始当時は打子式ATSだったが、現在はCS-ATCに更新されており、車内信号式ATCによる運転、2015年（平成27年）9月1日以降はATOによる自動運転、2017年（平成29年）6月30日までは車掌が乗務していたが、7月1日以降はワンマン運転を実施している。

## 車両概説

### 車体
先述の通り、車両の構体製作・艤装は全編成日本車輌製造で行われている。オールステンレス車体を採用し、黄帯と白帯のラインカラーは腰部に入っている。側面は名城線・名港線2000形と同じ形状だが、前面は5000形に近い形状となっている。
2021年3月から2022年12月にかけて前照灯のLED化が行われた。

### 車内・内装
天井・壁面は白系化粧板で仕上げられており、座席は赤橙のモケットのバケットシートとなっている。材質は5155編成までポリウレタンで、5156編成以降はポリエステルに変更され、座面形状と厚さが変化している。
荷物棚は全座席上部に設置されており、端部は5153編成まで丸パイプにコの字型カバーを被せた形状で、5154編成以降は名城線・名港線2000形に似た形状に変更され、見栄えが向上している。

LED式（一部編成はLCD式に更新）車内案内表示器は車端部妻面貫通路上部、車椅子スペースは両先頭車に設置されている。

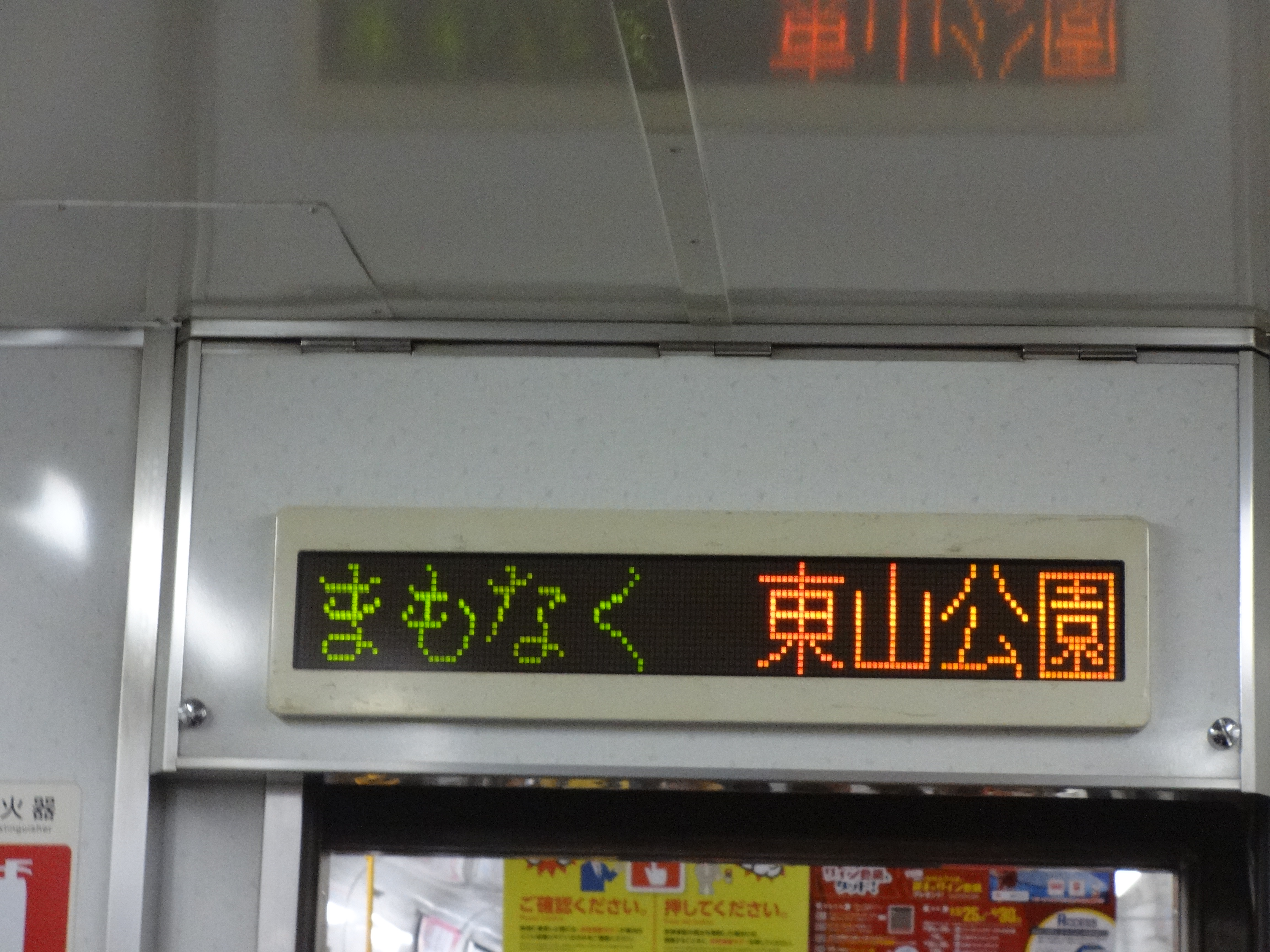
車内案内表示機(更新前)
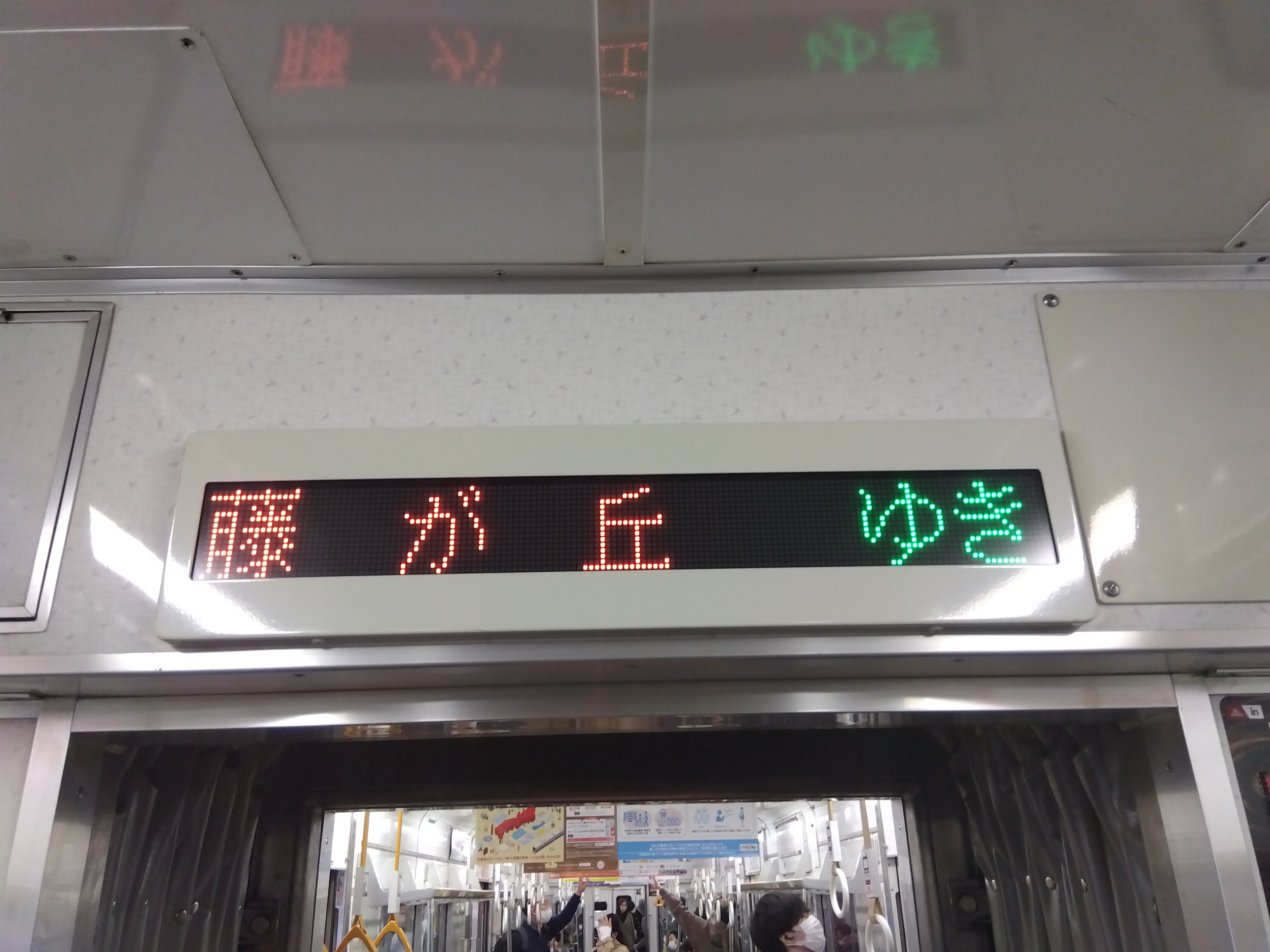
車内案内表示機(更新後LED)
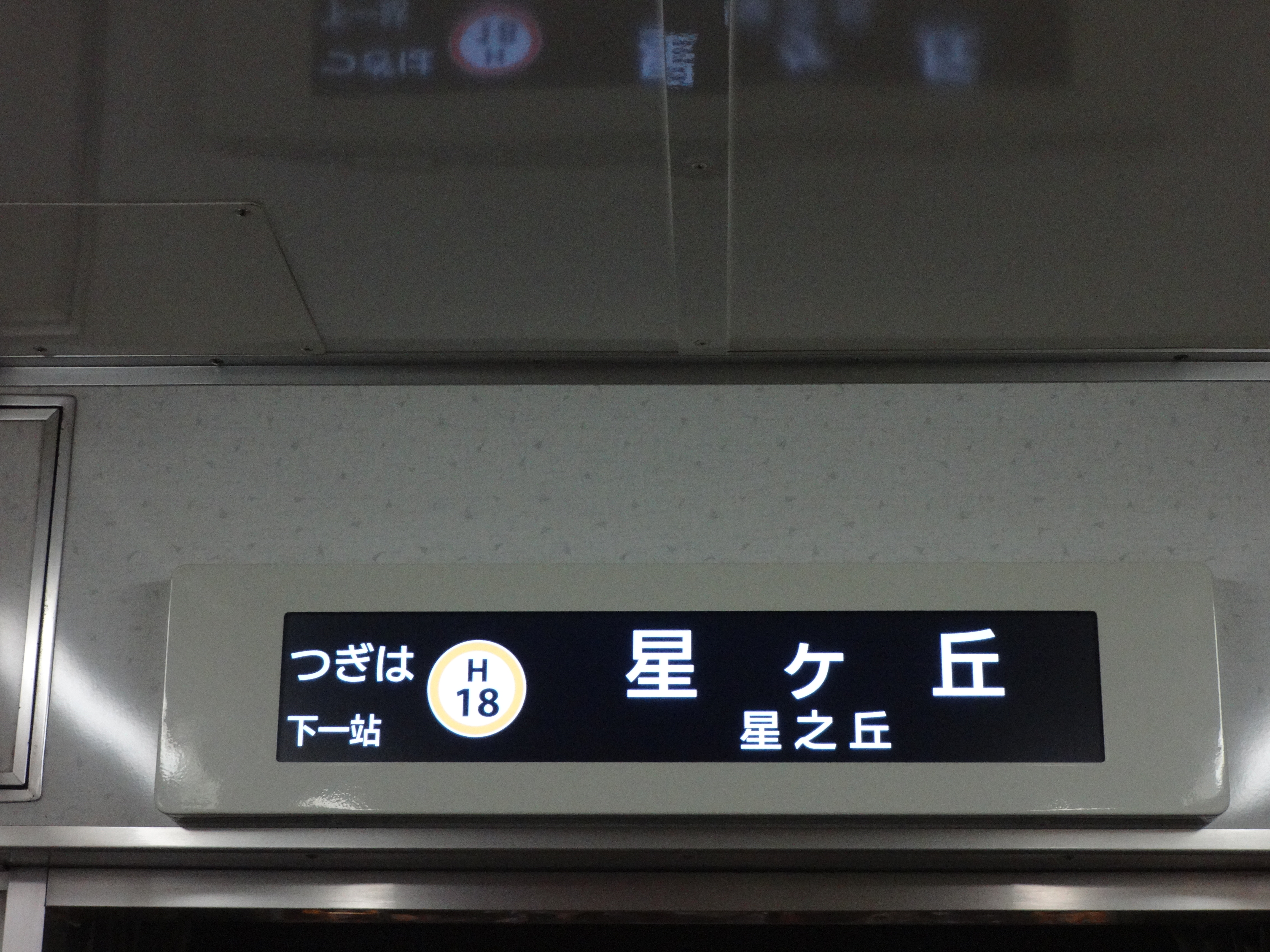
車内案内表示機(更新後LCD)

5158編成以降は路線図式車内案内表示器を客用ドア上部に千鳥配置で1両あたり3台、ドアチャイムを乗降口に設置しているが、列車進行方向を表す矢印の表示色は5160編成まで緑色で、5161編成以降は橙色に変更されている（現在は全て橙色に統一）。
2012年3月には優先席前のつり革交換を実施した。
東山線の車両では初めて車椅子スペースが設置された。

### 機器類
冷房装置は2台/両を搭載している。
制御装置は GTO-VVVFインバータ制御を採用している。装置は3号車と4号車に搭載され、1台のインバータ装置で8台のモーターを制御する1C8M方式の装置が搭載されている。
補助電源装置は三菱電機製静止形三相インバータ90 kVAを採用している。
台車は日車製ND716A形ボルスタレス式空気ばね台車を採用し、集電靴はM1車のみ2個/両で、それ以外の車両は4個/両となっている。
2015年(平成27年)からは本系列が運行している東山線に可動式ホーム柵を導入する関係で、可動式ホーム柵車上制御装置を搭載する改造が実施されている。また、同時にATOを導入する改造が実施されている。なお、本系列に搭載されているATOの制御方式は、6000形や6050形の車上パターン式予見ファジー制御とは異なり、2000形やN1000形と同様の車上パターン式比例制御となっている。
2016年(平成28年)からは、経年劣化した電気機器装置を順次更新しており、一部編成では制御装置が交換されている。

## 編成
藤が丘方面先頭から4両目に当たる5450形は平日の始発から終電まで女性専用車両となる。
|          | ← 藤が丘高畑 → |      |      |      |      |      |
| 形式     | 5150           | 5250 | 5350 | 5450 | 5550 | 5650 |
| 区分     | Tc1            | M2   | M1   | M1'  | M2'  | Tc2  |
| 車両番号 | 5151           | 5251 | 5351 | 5451 | 5551 | 5651 |
| 車両番号 | ：             | ：   | ：   | ：   | ：   | ：   |
| 車両番号 | 5177           | 5277 | 5377 | 5477 | 5577 | 5677 |

## ラッピング車両
2002年7月からはコカ・コーラなどのラッピング広告を施した車両も走っている。
2010年10月31日からは5166編成が「子育て応援の日（はぐみんデー）」PRのためのラッピング車両として運行されていた。
2022年8月1日から2023年1月22日まで、名古屋市交通局設立100周年事業の一環として5177編成が「黄電メモリアルトレイン」として運行されていた。

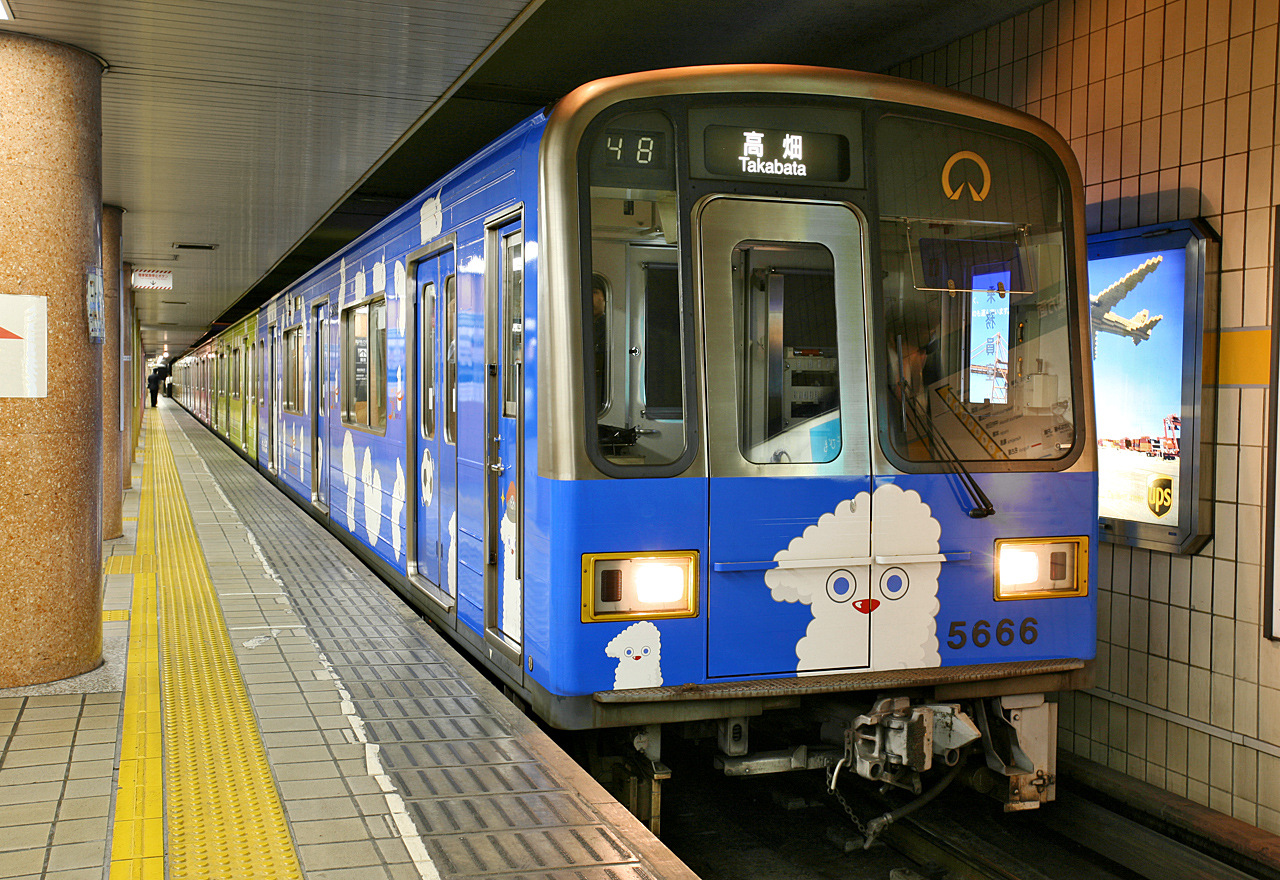
東海テレビのラッピング車両 （2008年4月9日 / 栄駅）
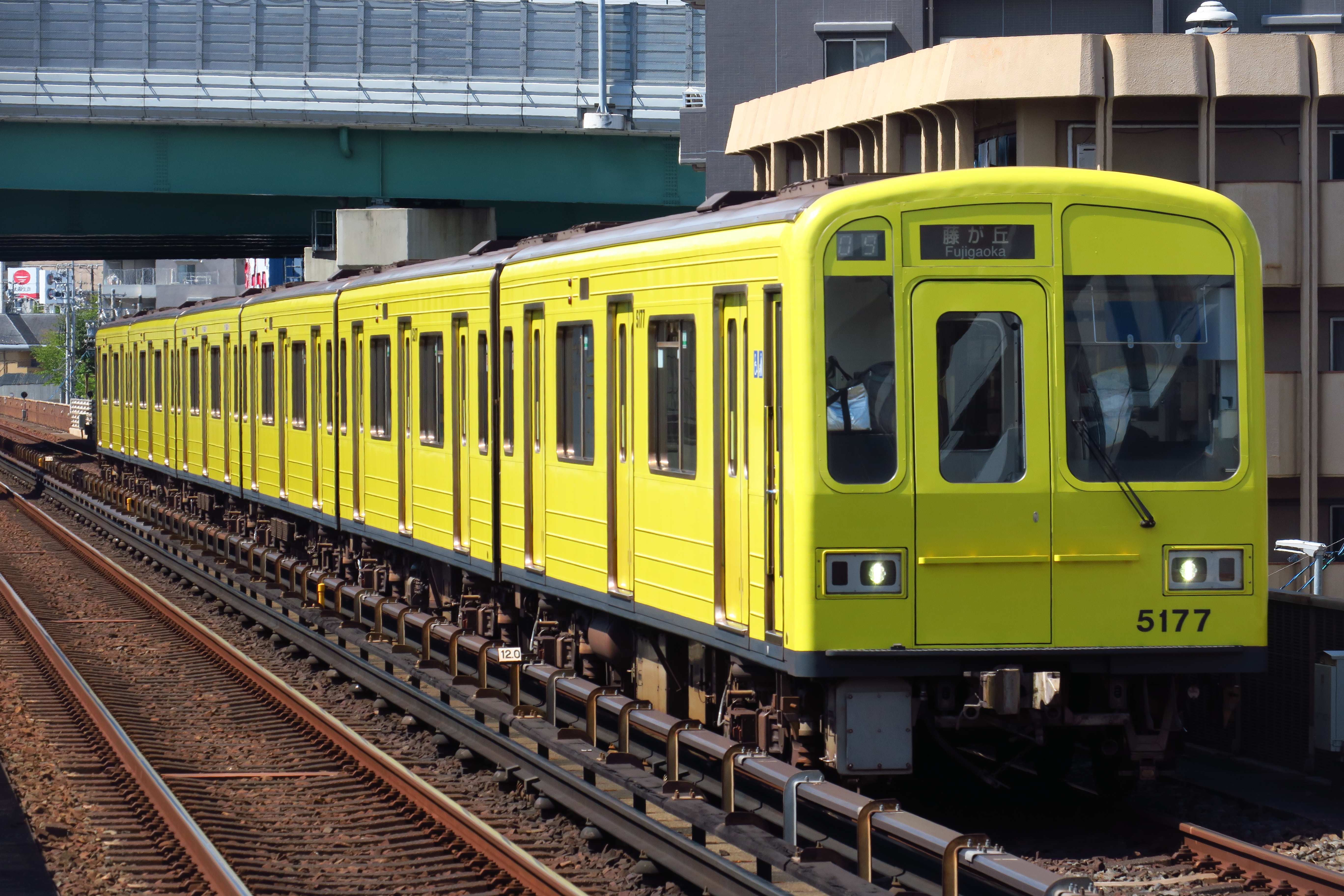
黄電メモリアルトレイン（2022年9月）